# Hoskote, Koratagere
Hoskote là một làng thuộc tehsil Koratagere, huyện Tumkur, bang Karnataka, Ấn Độ.